# رودان (هرمزگان)
رودان یا دهبارز، شهری در بخش مرکزی شهرستان رودان در استان هرمزگان ایران است. این شهر، مرکز شهرستان رودان است.

## پیشینه
شهر رودان در سال ۱۳۶۱ از تجمیع روستاهای دهبارز، معزآباد، گلستان، بند میر و بند ملا تشکیل شد؛بعدها روستای سنگی که خود محله مستقل و پرجمعیت بود (متشکل از محله های شهرک، بندمیرالی و رگوئیه)نیز به شهر رودان (دهبارز) پیوست و همچنان محله ای غریبه برای مسئولان این شهرستان می باشد.
شهر رودان در سال ۱۳۶۹ خورشیدی همزمان با شهرستان شدن بخش رودان، به عنوان مرکز این شهرستان تعیین شد.

## جمعیت
بر پایه سرشماری عمومی نفوس و مسکن در سال ۱۳۹۵، جمعیت شهر رودان برابر با ۳۶٬۱۲۱ نفر (۹٬۷۳۳ خانوار) بوده‌است.